# Hartlauer

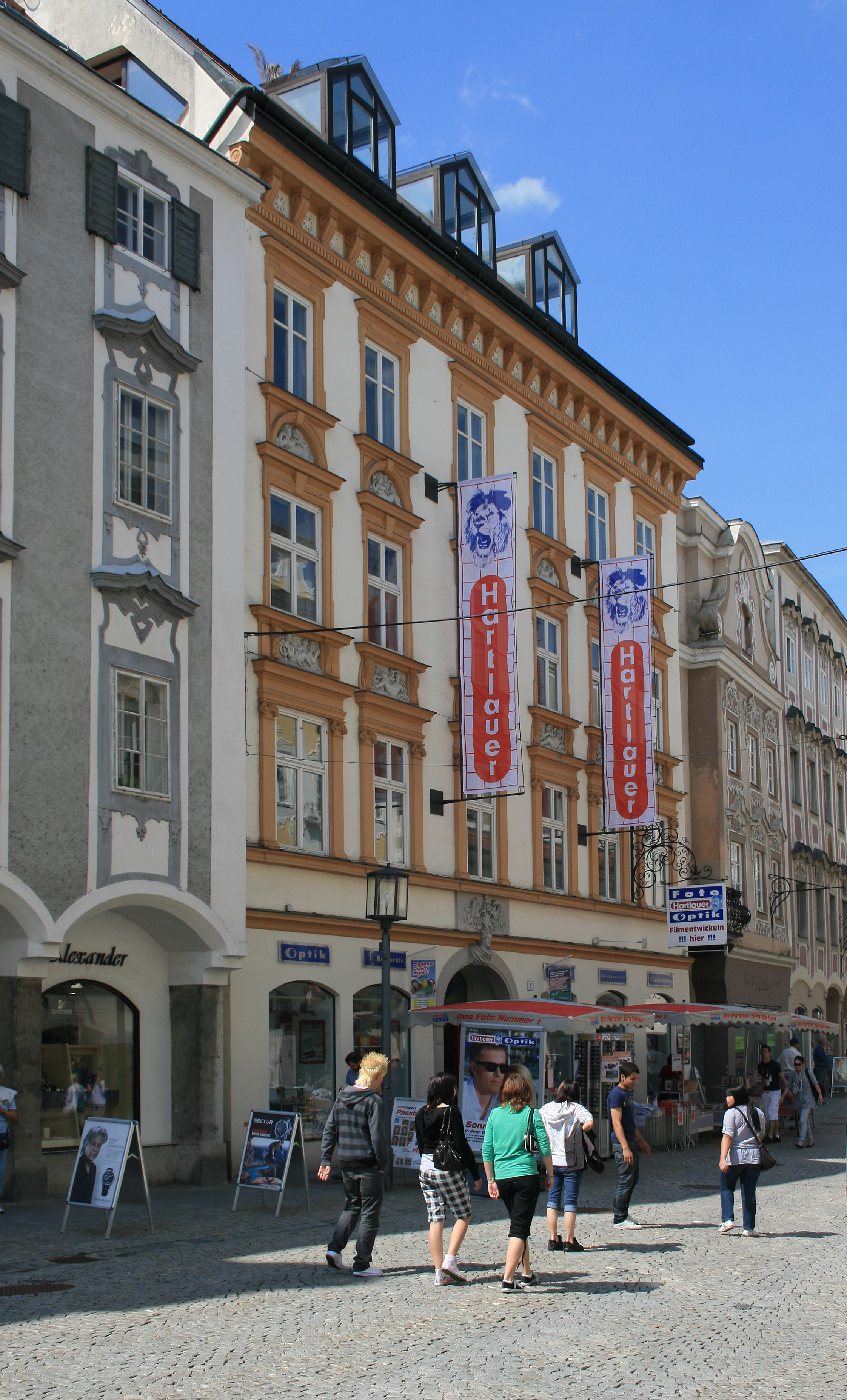
Hartlauer-Haus am Steyrer Stadtplatz Nr. 6

Die Hartlauer Handelsgesellschaft m.b.H. ist ein eigentümergeführtes Foto-, Optik-, Hörgeräte- und Elektronikhandelsunternehmen mit Hauptsitz in Steyr (Oberösterreich). Österreichweit umfasst das Familienunternehmen 161 Geschäfte und insgesamt 1450 Mitarbeiter.

## Geschichte
Die Handelskette wurde 1971 von Bildjournalist Franz Josef Hartlauer als kleines Fotogeschäft „Foto und Musik Hartlauer“ in Steyr gegründet. Die ersten Filialen in Wien (Mariahilfer Straße und Praterstraße) wurden 1979 mit dem Schwerpunkt „Foto-HiFi-Schallplatte“ eröffnet. Eine Anlage zur Fertigung von Brillen wurde 1999 in Steyr fertiggestellt. Im Jahr 2000 übernahm der damals 24-jährige Robert F. Hartlauer nach dem Tod seines Vaters das Unternehmen. Ab 2004 expandierte das Unternehmen auch nach Slowenien, die zwei dortigen Filialen blieben allerdings unter den Erwartungen und sind seit Sommer 2010 geschlossen. Nach Robert F. Hartlauers Aussage sind keine neuerlichen Expansionen ins Ausland geplant. 2005 erwirtschaftete das Unternehmen einen Jahresumsatz von 209 Millionen Euro. Im Frühjahr 2008 wurden „Optik-pur“ sowie „Handy-pur“-Läden eröffnet. Die ersten zwei Optik-pur-Läden in der PlusCity und Shopping City Süd und ein Handy-pur in der Wiener Lugner City wurden durch den österreichischen Ladenbauer Umdasch Shop-Concept aus Amstetten realisiert.
Während sich Hartlauer in der Geschichte sehr um die Mitarbeiter gekümmert hat, kam das Unternehmen im Jahr 2013 vor allem dann in die Presse, wenn es darum ging, Arbeitszeiten zu verlängern und Zuschläge zu verkürzen. Zu diesem Zwecke sollten die Kollektivverträge neu verhandelt werden. Doch die Optimierung der Personalkosten scheint für das große Unternehmen auch überlebenswichtig zu sein. So wurde im Jahr 2012 zwar der Umsatz um 9 % gesteigert, jedoch halbierte sich der Gewinn von 3,6 Millionen auf 1,7 Millionen Euro.

## Firmenprofil und Werbung
Seit 1982 fungiert ein Löwe als Markenzeichen des Familienunternehmens, der laut Eigenwerbung der Firma „Stärke, Verlässlichkeit und Gerechtigkeit“ symbolisiert. Das Motiv wurde von einem Mitarbeiter im Salzburger Tierpark Hellbrunn fotografiert. Der bekannteste Slogan der Firma ist „Tigern Sie zum Löwen!“. In den TV Werbespots agiert der Geschäftsführer als Hauptfigur und präsentiert Angebote in persönlicher Ansprache zum Kunden. Er beendet seine Botschaft stets mit den Worten „Ihr Robert Hartlauer“.
Als Marketingmaßnahme wurde 1997 die Schneewette eingeführt. Kunden, die in einem bestimmten Zeitraum zwischen Ende November und Anfang Dezember einkaufen, bekommen einen Prozentsatz des Einkaufspreises zurück, wenn es am 24. Dezember um 12 Uhr vor dem Rathaus ihrer Landeshauptstadt nach Angaben der Zentralanstalt für Meteorologie und Geodynamik schneit. Bei der Einführung wurden 20 % zurückerstattet, 2011 waren es 50 %. 5 % des Gewinns müssen als Wettsteuer abgeführt werden. Auch im Jahr 2013 galt dieses Angebot, ab einem Einkaufswert von 35 Euro wurden 50 % des Kaufpreises bei Schneefall am 24. Dezember zurückerstattet. 2018 verlor Hartlauer die Schneewette in Tirol, nachdem es vor dem Rathaus Innsbruck am 24. Dezember geschneit hatte. Voraussetzung für die Rückerstattung des Geldes war ein Einkauf über mindestens 35 Euro zwischen dem 15. November und dem 8. Dezember, außerdem musste der Kassabon eine gerade Endziffer aufweisen. Für Online-Kunden war die Wetterlage in Linz entscheidend.
Im März 2014 wurde Gerda Rogers als Testimonial des Foto-, Optik-, Hörgeräte- und Elektronikhandelsunternehmens präsentiert und folgte damit Harald Serafin und Karl Moik.

## Kernbereiche
Die aktuellen Kernbereiche der Hartlauer Handelskette sind „Foto“, „Handy“, „Optik“ und „Hörgeräte“. Die Mitarbeiter werden auf der Hartlauer Akademie sowie auf einer E-Learning-Plattform regelmäßig auf neue Produkte eingeschult.

### Hartlauer Foto
Im Produktportfolio finden sich Spiegelreflexkameras, Kompaktkameras, Systemkameras und Nikon Profi Equipment. Zudem wird diverses Fotozubehör, etwa Objektive, Speichermedien, Taschen, Stative und Blitze angeboten.

### Hartlauer Fotoausarbeitung (Foto World)
Zur Produktpalette gehören nicht nur Fotoabzüge und CEWE Fotobücher, sondern auch Fotoleinwände und Poster, Grußkarten, Fotokalender und diverse Fotogeschenke. Eine Fotoausarbeitungssoftware für Desktop-Computer sowie die „Hartlauer Foto World App“ für iPhone, iPad und Android werden dafür kostenlos zur Verfügung gestellt.

### Hartlauer Handy
Als Handyanbieter mit Lizenzverträgen aller österreichischen Netzbetreiber bietet Hartlauer eine aktuelle, unabhängige Tarifberatung an. Neben Smartphones und Handys mit Tarif sind auch Geräte ohne Tarifbindung und zahlreiches Zubehör im Angebot.

### Hartlauer Optik
Seit 1999 betreibt Hartlauer eine Brillenfertigung, die laut Angaben des Unternehmens 400.000 Brillen pro Jahr produziert. Angeboten werden Brillenfassungen- und Gläser, sowohl als auch optische Sonnenbrillen und Kontaktlinsen. 

### Hartlauer Hörgeräte
1999 trat Hartlauer auch in den Markt für Hörgeräte ein. 2001 wurde hierfür auch eine Hörgerätefertigung in Graz eröffnet.